# گاراتینگا
گاراتینگا (به پرتغالی: Guaratinga) یک منطقهٔ مسکونی در برزیل است که در باهیا واقع شده‌است. گاراتینگا ۲۰٬۷۰۰ نفر جمعیت دارد.